# Monti Cantari
I Monti Càntari sono una breve catena montuosa appartenente all'Appennino centrale, sita al confine fra Lazio ed Abruzzo, lungo lo spartiacque appenninico, a cavallo fra le province di Frosinone e quella dell'Aquila. Delimitati a nord e ad est dalla Valle Roveto, a sud-est dai Monti Ernici, a sud dalla Valle Latina ad ovest dalla Valle Granara e dal territorio di Filettino e infine a nord-ovest dal valico di Serra Sant'Antonio e dai Monti Simbruini. Sono un'area protetta compresa all'interno del Parco Naturale Regionale dei Monti Simbruini, con la vetta più elevata rappresentata dal Monte Viglio, che raggiunge i 2156 m s.l.m.

## Descrizione

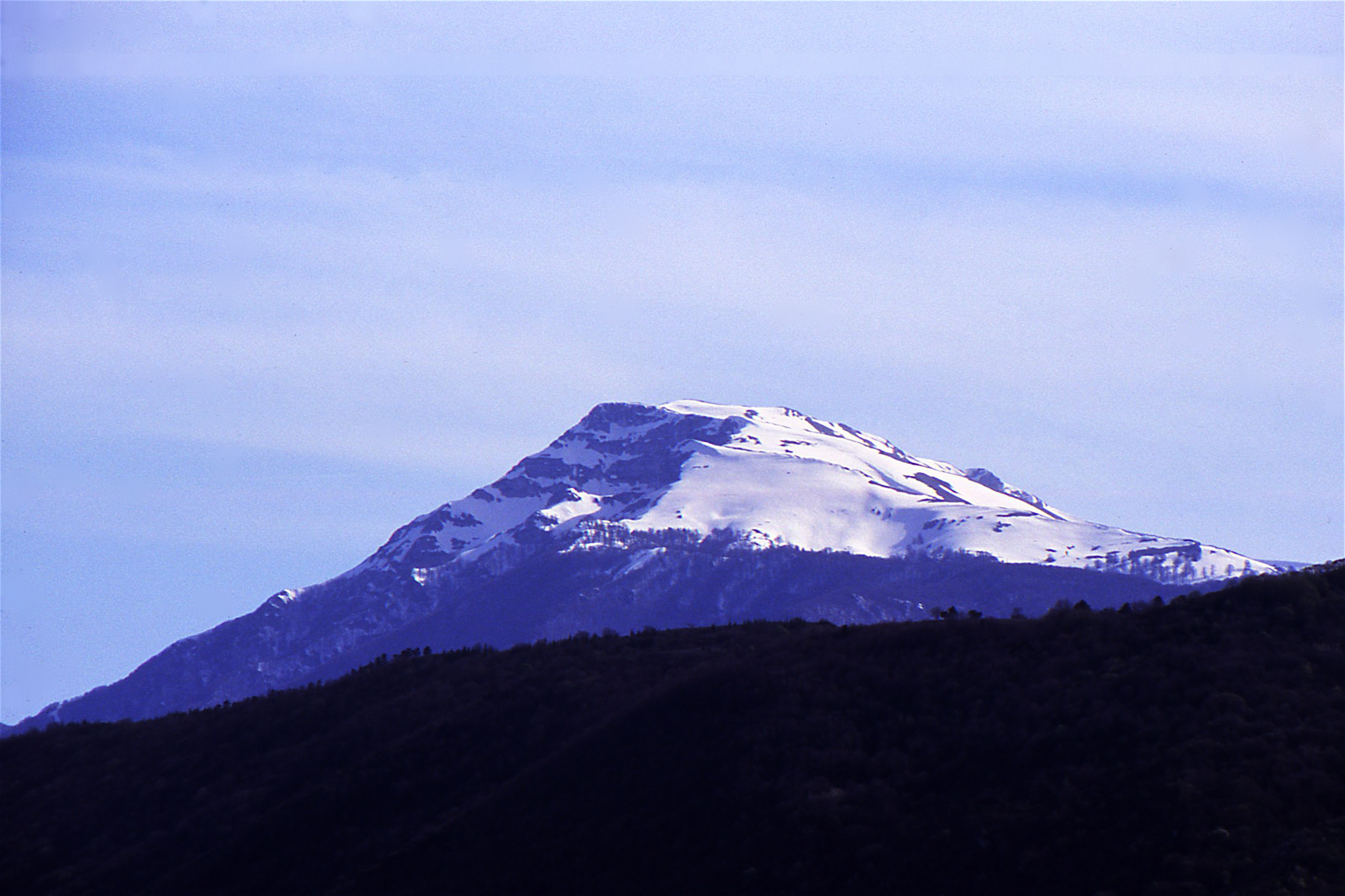
Il monte Viglio visto da Avezzano

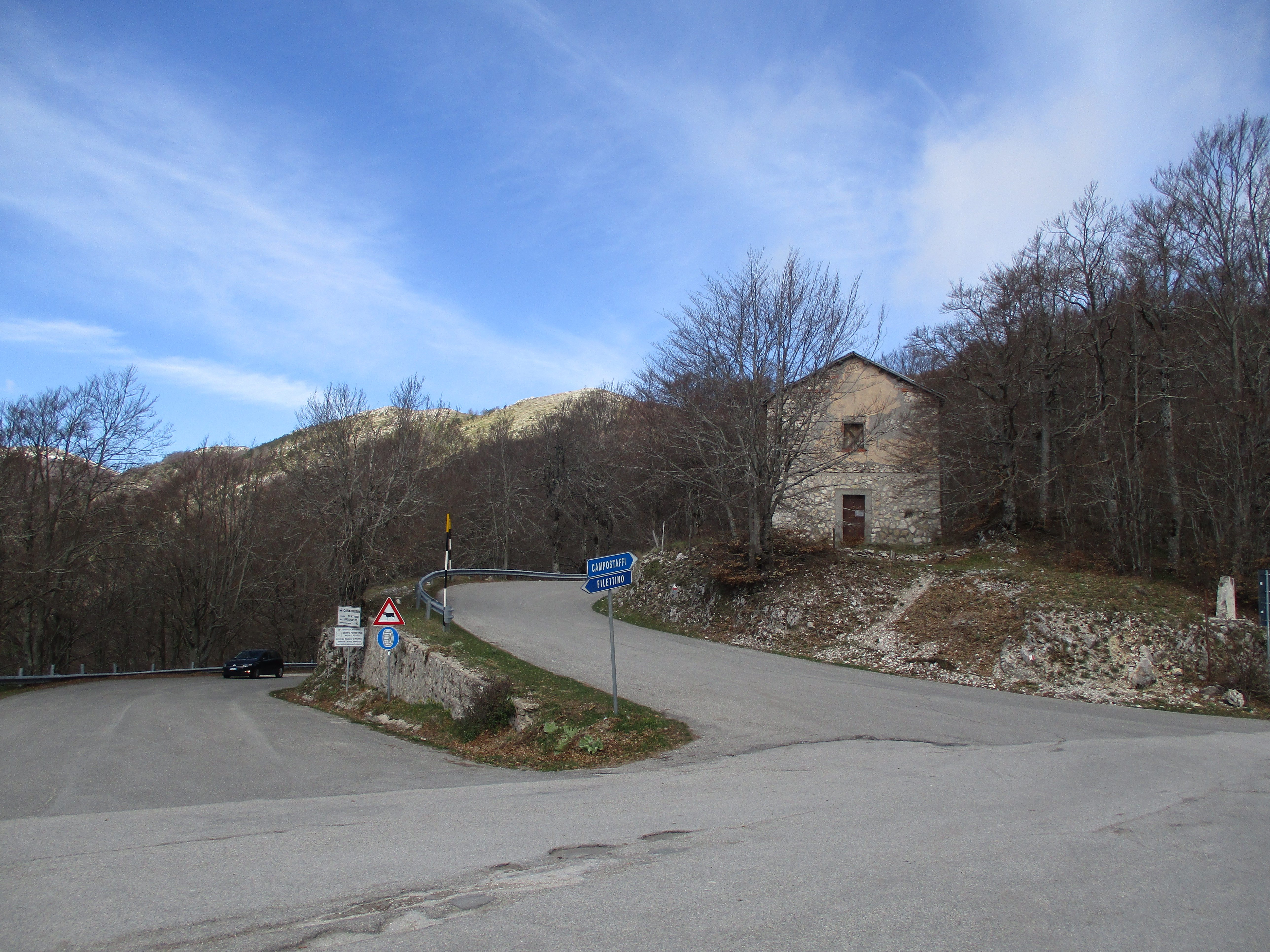
Bivio per Campo Staffi sulla strada che sale al Valico di Serra Sant'Antonio tra Lazio e Abruzzo

Nel contesto montuoso che va sotto il nome di Monti Simbruini-Ernici, costituito tipicamente da catene sviluppate da nord ovest a sud est, prima con le coste boscose dei Monti Simbruini, poi con le creste aeree dei Monti Ernici, i Monti Càntari, con il loro orientamento nord-sud, rappresentano una soluzione di continuità. La catena ha una lunghezza molto limitata, estendendosi per poco più di dieci chilometri dal comprensorio di Campo Staffi a quello di Campocatino e buona parte di questa estensione è occupata dal territorio del Monte Viglio.
Lo spartiacque ha inizio, a nord, al valico della Serra S. Antonio (1608 m); da qui la quota comincia progressivamente ad elevarsi, con le faggete dell'Insuglietta. A partire dalla Fonte della Moscosa si delineano nettamente le propaggini del Monte Piano (1838 m), quindi il susseguirsi delle cime dei Càntari (un complesso di vette senza nome: 1992 m, 2050 m, 2088 m, 2103 m), per culminare nella vetta del Monte Viglio (2156 m), preceduto dalla tozza mole del Gendarme (2113 m). Al di là (sud-sud ovest) di questo punto più elevato della catena, lo spartiacque comincia a perdere quota e, superata la bocchetta del Viglio (1936 m, un valico naturale fra la Val Granara e la Val Roveto), scende alla cima del Monte Pratiglio (1884 m).
Interrotta dalla depressione della Valle del Pratiglio, la catena riprende quota e risale rapidamente fino ad elevarsi nella cima del Monte Femmina Morta (1720 m) e del Monte Crepacuore (1997 m), che da questo lato settentrionale risulta più ripido rispetto a come appare dal versante meridionale. Il Crepacuore è considerato la cima terminale, verso sud, della catena; da qui, a partire dalle alture che circondano Campocatino, ha inizio la catena dei Monti Ernici propriamente detti. 

### Conformazione

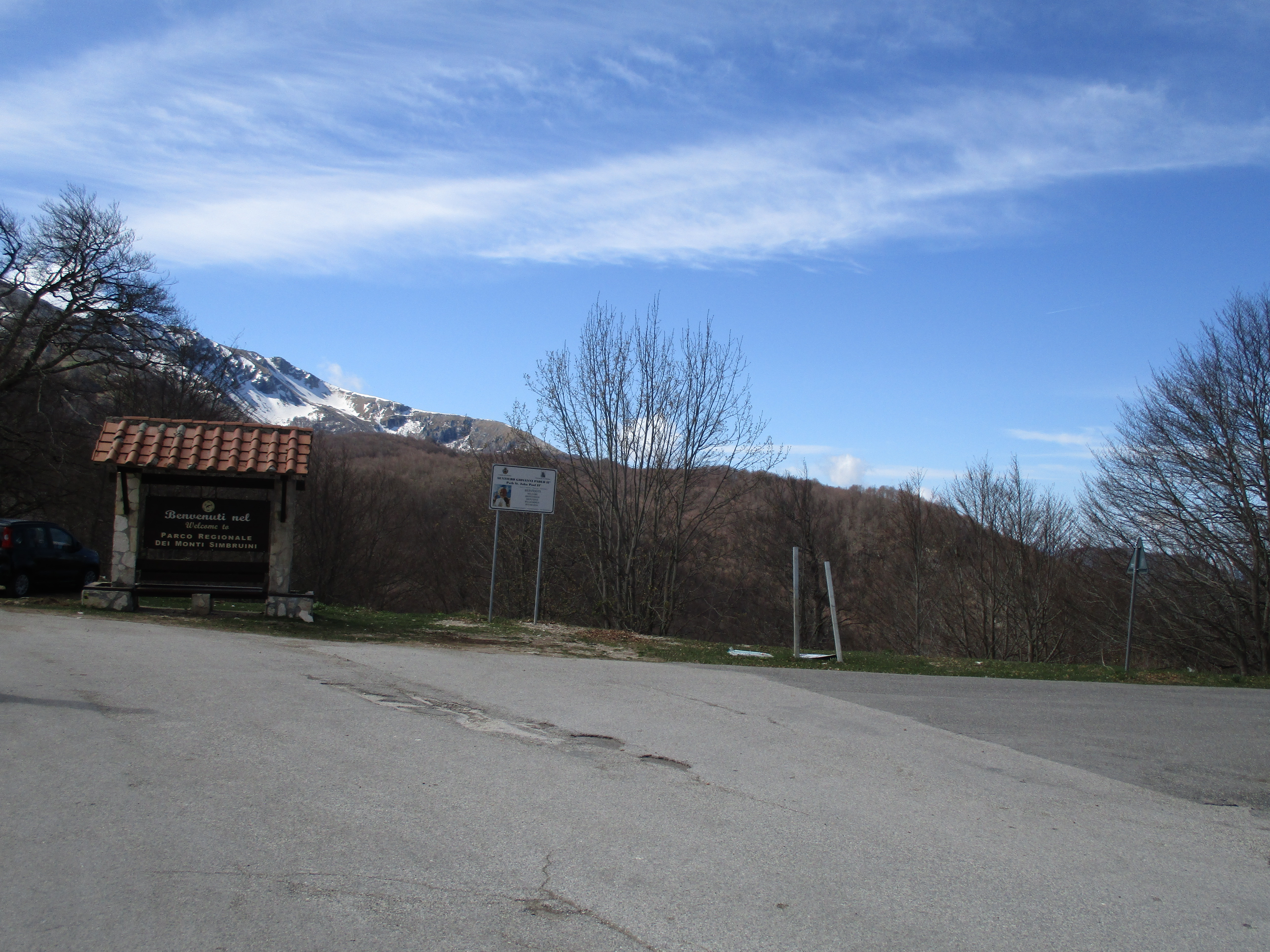
Valico di Serra Sant'Antonio

I Monti Cantari sono una catena montuosa di media altezza - relativamente alla scala appenninica - ma di breve estensione (circa 11 km dal Valico della Serra S. Antonio al Monte Crepacuore).
Forse per questo motivo tale gruppo montuoso viene spesso confuso con i vicini Monti Simbruini o i Monti Ernici. In particolare, il Monte Viglio viene a volte descritto come la cima principale dei Monti Simbruini mentre il Monte Crepacuore viene inserito erroneamente nei Monti Ernici. In realtà la catena dei Monti Càntari possiede una consistenza geologica e geografica a sé stante rispetto alle due altre e più estese catene.
Orientata da nord a sud, piuttosto che da nord-ovest a sud-est, come si è già accennato, i Monti Càntari realizzano un ecosistema più severo ed isolato rispetto ai Simbruini. Lungo i fianchi del Monte Viglio, e in particolare sul suo versante occidentale, sono evidenti sia i segni del glacialismo circhi glaciali verso la Val Granara) sia i solchi aperti, nella vegetazione sottostante, dalle frequenti valanghe.
Tutta la catena dei Càntari è composta da calcari mesozoici e cenozoici. Molto pronunciati anche i fenomeni carsici, che trovano espressioni notevoli nella Grotta della Neve (1816 m) e nel Pozzo della Neve (1509 m), entrambi sulle falde del Monte Piano (1838 m). La cascata della Riserva naturale guidata Zompo lo Schioppo, nei pressi di Morino, in Valle Roveto, è uno dei fenomeni più importanti dovuti al carsismo presenti in loco.

### Rilievi principali
Scorrendo la catena da nord a sud emergono:
- Monte Piano (m 1838)
- I Cantari (m 1992, m 2050, m 2088, m 2103)
- Monte Viglio (m 2156)
- Monte Pratiglio (m 1884)
- Monte Femmina Morta (m 1720)
- Monte Crepacuore (m 1997)

### Clima

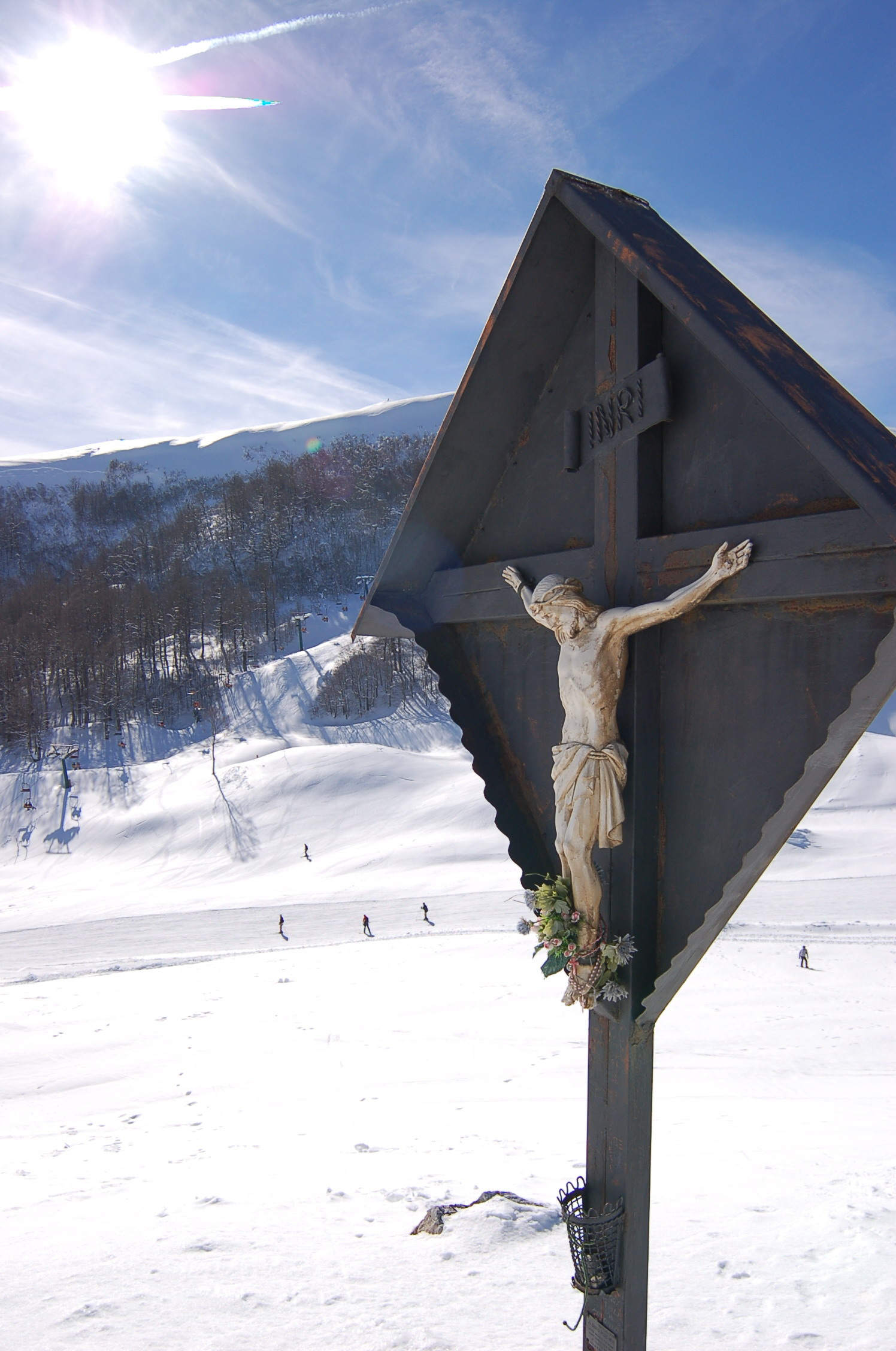
Piste da sci a Campo Staffi

In inverno le precipitazioni sono nevose e abbondanti mentre d'estate non mancano i temporali che in alcuni casi possono essere molto violenti.

### Cartografia
- Monti Simbruini e Parco Naturale dei Simbruini. Scala 1:25000 basata su IGM. Edizioni Il Lupo & Co., Via della Pineta 3, 67064 Pereto (AQ).
- Gruppo Montuoso Simbruini-Ernici: guida grafica dei sentieri. Cartolibreria Pompili Assunta, Largo Martino Filetico, 1, 03010 Filettino (FR).